# Sylvain Monsoreau
Sylvain Derome Monsoreau (ur. 23 marca 1981 w Saint-Cyr-l’École) – francuski piłkarz pochodzenia martynikańskiego grający na pozycji lewego obrońcy.

## Kariera klubowa
Monsoreau jest wychowankiem klubu FC Sochaux-Montbéliard. W 1999 roku trafił do kadry pierwszego zespołu, a 21 kwietnia 2000 zadebiutował w Division 2 w wygranym 2:0 domowym meczu z Lille OSC. Początkowo był rezerwowym w Sochaux i pomimo awansu w 2001 roku do Ligue 1 przez pierwsze trzy sezony rozegrał dla tego klubu tylko 21 meczów. W pierwszej lidze Francji swoje premierowe spotkanie rozegrał 9 grudnia 2001 przeciwko Girondins Bordeaux (2:0). Od początku sezonu 2002/2003 zaczął występować w podstawowym składzie Sochaux i dotarł do finału Pucharu Ligi Francuskiej (1:4 z AS Monaco). Rok później wywalczył ten puchar, dzięki zwycięstwu po rzutach karnych z FC Nantes. Do 2005 roku rozegrał dla Sochaux 121 meczów, w których zdobył 4 gole.
Latem 2005 roku Monsoreau został sprzedany za 5 milionów euro z Sochaux do mistrza Francji, Olympique Lyon. W drużynie prowadzonej przez Gérarda Houlliera swój pierwszy mecz rozegrał 14 sierpnia przeciwko Olympique Marsylia (1:1). W jedenastce Lyonu występował na przemian z Érikiem Abidalem i wywalczył mistrzostwo Francji.
W 2006 roku Sylvain odszedł z Olympique i został zawodnikiem AS Monaco, które zapłaciło za niego 1,5 miliona euro. W swoim nowym klubie swój debiut zaliczył 5 sierpnia przeciwko AS Nancy (0:1). W Monaco grał przez dwa sezony rozgrywając w nich łącznie 57 spotkań i strzelając dwa gole.
W 2008 roku Monsoreau ponownie zmienił barwy klubowe i podpisał kontrakt z AS Saint-Étienne. 9 sierpnia zadebiutował w jego barwach w przegranym 0:1 meczu z Valenciennes FC. W Saint-Étienne występował do 2012 roku. Następnie był zawodnikiem Troyes AC, a także indyjskiego Atlético de Kolkata. W 2014 roku zakończył karierę.
| Sezon   | Klub                   | Kraj    | Rozgrywki           | Mecze | Bramki | Rozgrywki kontynentalne | Mecze | Bramki |
| ------- | ---------------------- | ------- | ------------------- | ----- | ------ | ----------------------- | ----- | ------ |
| 1999/00 | FC Sochaux-Montbéliard | Francja | Division 2          | 1     | 0      | –                       | –     | –      |
| 2000/01 | FC Sochaux-Montbéliard | Francja | Division 2          | 11    | 0      | –                       | –     | –      |
| 2001/02 | FC Sochaux-Montbéliard | Francja | Ligue 1             | 9     | 3      | –                       | –     | –      |
| 2002/03 | FC Sochaux-Montbéliard | Francja | Ligue 1             | 37    | 2      | Puchar Intertoto        | 6     | 2      |
| 2003/04 | FC Sochaux-Montbéliard | Francja | Ligue 1             | 30    | 0      | Puchar UEFA             | 6     | 1      |
| 2004/05 | FC Sochaux-Montbéliard | Francja | Ligue 1             | 22    | 2      | Puchar UEFA             | 3     | 0      |
| 2005/06 | Olympique Lyon         | Francja | Ligue 1             | 19    | 0      | Liga Mistrzów           | 2     | 0      |
| 2006/07 | AS Monaco              | Francja | Ligue 1             | 30    | 1      | –                       | –     | –      |
| 2007/08 | AS Monaco              | Francja | Ligue 1             | 26    | 1      | –                       | –     | –      |
| 2008/09 | AS Saint-Étienne       | Francja | Ligue 1             | 15    | 0      | Puchar UEFA             | 3     | 0      |
| 2009/10 | AS Saint-Étienne       | Francja | Ligue 1             | 8     | 0      | –                       | –     | –      |
| 2010/11 | AS Saint-Étienne       | Francja | Ligue 1             | 31    | 0      | –                       | –     | –      |
| 2011/12 | AS Saint-Étienne       | Francja | Ligue 1             | 0     | 0      | –                       | –     | –      |
| 2012/13 | Troyes AC              | Francja | Ligue 1             | 0     | 0      | –                       | –     | –      |
| 2014    | Atlético de Kolkata    | Indie   | Indian Super League | 2     | 0      | –                       | –     | –      |